# 杉本雛乃
杉本 雛乃（すぎもと ひなの、1997年3月16日 - ）は、日本のミスコン女王。ミス・インターナショナル2018日本代表。168cm、78-63-85。

## 経歴
兵庫県神戸市東灘区出身。
2009年4月、神戸女学院中学部・高等学部入学。在学中、英語ミュージカル部に所属。その関係で今でもミュージカル鑑賞が好き。
2015年4月、東京大学理科一類入学。2年生まで英語スピーチのサークルに所属。
2017年10月30日、東京大学工学部物理工学科3年生のとき、「2018 ミス・インターナショナル日本代表選出大会」に出場。32人のファイナリストから、着物・水着・ドレスの審査と質疑応答などを経て日本代表に選出される。
2018年4月、石渡晋太郎研究室に所属、卒業論文で超伝導性をもつ物質をターゲットとする高圧合成による物質開発を研究。内閣府男女共同参画局より、理工系の魅力を伝える「STEM Girls Ambassadors」に任命される。
2018年11月9日、世界大会に出場。ベスト8に残るも入賞は逃す。
2019年4月、東京大学大学院工学系研究科バイオエンジニアリング専攻修士課程入学。現在博士課程在籍中。

## その他
趣味はミュージカル鑑賞、特技はキックボクシング。英語が得意。
ミス・インターナショナルに応募したきっかけは、ミス・インターナショル2010の日本代表・金ヶ江悦子との出会いである。
と、日本代表決定後の取材でコメントしている。